# Сейр, Джон
Джон Энтони Сейр (англ. John Anthony Sayre; 1 апреля 1936, Такома, Вашингтон — 9 ноября 2023) — американский гребец, выступавший за сборную США по академической гребле в конце 1950-х годов. Чемпион летних Олимпийских игр в Риме, чемпион Панамериканских игр в Чикаго, победитель и призёр регат национального значения.

## Биография
Джон Сейр родился 1 апреля 1936 года в городе Такома, штат Вашингтон.
Занимался академической греблей во время учёбы в Вашингтонском университете, состоял в местной гребной команде «Вашингтон Хаскис», неоднократно принимал участие в различных студенческих регатах. Позже проходил подготовку в гребном клубе «Лейк-Вашингтон» в Сиэтле.
Первого серьёзного успеха в гребле на взрослом международном уровне добился в сезоне 1959 года, когда вошёл в основной состав американской национальной сборной и побывал на Панамериканских играх в Чикаго, откуда привёз награду золотого достоинства, выигранную в зачёте распашных безрульных четвёрок.
Благодаря череде удачных выступлений удостоился права защищать честь страны на летних Олимпийских играх 1960 года в Риме. Здесь в безрульных двойках совместно с Артуром Эро, Тедом Нэшом и Ричардом Вэйлесом также обошёл всех своих соперников, в том числе почти на три секунды опередил ближайших преследователей из Италии, и тем самым завоевал золотую олимпийскую медаль.
После римской Олимпиады Сейр больше не показывал сколько-нибудь значимых результатов в академической гребле на международной арене.